# Kerala Varma VI
Kerala Varma VI noto anche come Midukkan Thampuran, Maharaja di Cochin (Thrippunithura, 1863 – Thrippunithura, 13 ottobre 1943) è stato un principe indiano.
È stato Maharaja di Cochin dal 1941 al 1943.

## Biografia
Kerala Varma ascese al trono alla morte di Rama Varma XVII. Era fratello minore di Rama Varma XVI.
Fu un fisico ayurvedico di grande esperienza, e con la moglie Lakshmikutty Neithiyaramma fondò l'accademia di musica Radha Lakshmi Vilasam che poi diventò il RLV College of Music and Fine Arts di Tripunithura. La coppia ebbe quattro figli, Krishna Menon, Girijavallabhan Menon, Raghunandanan Menon e Sukamara Menon, e una figlia, Radha. Il suo quarto figlio, Sukumara Menon, che ottenne il grado di capitano nelle forze armate, sposò Bharathy Kutty, figlia di Marayil Nanu Menon.
Kerala Varma VI morì nel 1943.